# Speaking our language
Speaking our Language és un programa de televisió per a estudiants de gaèlic escocès de 72 episodis en quatre etapes produït entre el 1993 i el 1996 per Scottish Television (STV) i presentat per Rhoda MacDonald, llavors, la cap de la programació gaèlica. És sovint considerat un dels millors recursos per aprendre gaèlic. Actualment està sent reemès per BBC Alba.
El programa recorria les Terres altes d'Escòcia i les Hèbrides Exteriors combinant l'aprenentatge de la llengua amb l'adquisició de vocabulari. El programa començava de zero, i anava incrementant el nivell fins a donar als espectadors les eines per emprar el gaèlic en situacionsde la vida real. També estaven a la venda llibres complementaris al programa per ajudar a reafirmar el coneixement adquirit.
La sèrie està basada en Now You're Talking, un programa similar d'aprenentatge de gal·lès emès a S4C i desenvolupat per Acen, un servei de recursos per a aprenents de gal·lès i que va actuar com a consultor per a Speaking our Language.